# 巫漪丽
巫漪麗（1931年—2019年4月20日），美籍华裔钢琴家。她最早将《梁祝小提琴協奏曲》改编成钢琴曲。

## 生平
巫漪丽于1931年生于中華民國上海，祖籍广东省河源市龙川县紫市镇。其外公李云书为上海商会会长，曾资助过孙中山的革命事业；其父巫振英为哥伦比亚大学建筑学士，曾在上海创办中国建设师工会；其母为李慧英。
6岁时被电影《子夜琴声》中肖邦《幻想即兴曲》的曲调吸引，开始学习钢琴，1939年获上海儿童钢琴比赛第一名，9岁师从李斯特的再传弟子，意大利音乐家梅百器。
1949年在上海兰心大戏院与上海交响乐团合作演奏《贝多芬第一钢琴协奏曲》，获得成功。1950年任上海交响乐团钢琴演奏家，任教于上海音乐学院。1954年任北京中央乐团钢琴演奏家。同年，印度总理賈瓦哈拉爾·尼赫魯访华，巫漪丽担任欢迎仪式的钢琴伴奏。1955年由其担任中央乐团第一任钢琴独奏家。1959年创作《梁祝》钢琴伴奏。1962年获评中国国家一级钢琴演奏家，受到时任中国国务院总理周恩来接见。
1981年赴美国进修。1993年定居新加坡教授钢琴。
2008年发行第一张专辑《一代大师·巫漪丽》。2013年发行第二张专辑《一代大师·巫漪丽·Ⅱ》，该专辑获得2013年度十大发烧唱片奖，巫漪丽本人亦获得音乐艺术成就奖。2017年2月25日在新加坡独立创作室“静境镜”举办的“老不得空”座谈会上演奏《梁祝》钢琴曲，该影片在網路上走红。2017年4月18日，回河源市龙川县寻根恳亲。2017年5月18日，在香港获得“世界杰出华人艺术家大奖”。2018年，参加综艺节目《经典咏流传》，与小提琴家吕思清合作演绎《梁祝》。
2019年4月20日晚，巫漪丽在出席新加坡维多利亚音乐厅的一场音乐会时突然晕倒，经抢救无效，于当晚10时逝世，享壽89岁。